# شیلد حرارتی

نمایشی از نحوه جمع شدن شیلد حرارتی روی سیم

شیلد حرارتی (شیرینگ حرارتی یا وارنیش حرارتی) نوعی تیوب پلاستیکی جمع شونده است که برای عایق بندی ، جلوگیری از ساییدگی و تأثیر سایر عوامل محیطی روی سیم ها، ترمینال‌ها و سایر اتصالات الکترونیکی استفاده می‌شود.از دیگر موارد استفاده آن، تعمیر سیمهای آسیب دیده و عایق بندی سیمها برای جلوگیری از ساییدگی‌های جزئی است.
شیلدهای حرارتی معمولاً از جنس نایلون یا پلی الوفین ساخته می‌شوند.قطر این شیلدها بر اثر حرارت بین یک دوم تا یک ششم کاهش پیدا میکند.

## انواع شیلدهای حرارتی
شیلدهای حرارتی در رنگ‌های مختلف برای سیم‌ها و اتصالات الکترونیکی در دسترس هستند. در اوایل قرن بیست و یکم، این شیلدها برای مرتب کردن و زیباسازی فضای داخلی کیس‌های کامپیوتری و سخت افزار آن‌ها استفاده میشد. تولید کنندگان این نوع شیلدها در واکنش به نیازهای بازار اقدام به ساخت شیلدهای درخشان و شیلدهایی که از خود نورفرابنفش منتشر می سازند، کردند.

اگرچه شیلدهای حرارتی بیشتر برای عایق بندی به کار می روند، نوعی دیگر از شیلدهای حرارتی وجود دارند که پوشش رسانا دارند و برای اتصال سیم‌هایی که لحیم نشده اند، کاربرد دارند.

شیلدهای حرارتی که یکطرف آن‌ها مسدود می‌باشد، برای عایق کردن سیم‌هایی که یک طرف آن‌ها بریده شده و لخت است، کاربرد دارند.